# Pyrinia carthamata
Pyrinia carthamata är en fjärilsart som beskrevs av Achille Guenée 1858. Pyrinia carthamata ingår i släktet Pyrinia och familjen mätare. Inga underarter finns listade.